# Sandra Itzel
Sandra Itzel Estrada Olvera (Ciudad de México; 31 de diciembre de 1993), conocida comúnmente como Sandra Itzel, es una actriz, cantante y bailarina mexicana. Es conocida por interpretar el personaje de Chabelita en Carita de ángel, de Mayrita en Gata Salvaje, de Lissette en Ángel rebelde y de Luciana en El señor de los cielos. Exvocalista de La Sonora Dinamita y exparticipante de realitys shows como La Academia Bicentenario en 2010 y MasterChef Celebrity en 2024, ambos proyectos producidos para TV Azteca.

## Biografía
Inició su carrera artística a los cuatro años cuando ingresa al Centro de Educación Artística infantil de Televisa. Inicia en la telenovela El privilegio de amar como Dulce, producción de Carla Estrada y luego Carita de ángel como Chabelita, producción de Nicandro Díaz González para Televisa. Terminada la telenovela, hace la obra de teatro musical Carita de ángel: Las nuevas aventuras en vivo con el personaje de Bárbara, producción de Nicandro Díaz González y Gerardo Quiroz, esta obra se presentó en el Teatro Aldama de la Ciudad de México, en las principales plazas de la República Mexicana y en Sudamérica.
Terminada la temporada de teatro es llamada para trabajar en Miami, Florida, en la telenovela Gata salvaje como Mayrita Ríos, producción de Fonovideo/Venevisión para Univisión en 2002. Terminadas las grabaciones de esta novela, regresa a México, es ahí donde graba sus primeros demos musicales a lado de sus primas Karime y Mafer, y forman el grupo Corazón de caramelo cantando música grupera infantil. Nuevamente es llamada para regresar a Miami a grabar Ángel rebelde, como Lisette Lezama, producción de Fonovideo/Venevisión para Univisión. 
Terminando esta telenovela regresa a México y sigue trabajando en Televisa en programas como Mujer, casos de la vida real producción de Silvia Pinal, La rosa de Guadalupe producida por Miguel Ángel Herros y la serie Terminales producida por Miguel Ángel Fox para Televisa. En 2008, es elegida para interpretar a Stephanie de Lazy Town, serie original de Islandia y transmitida por Discovery Channel, en la obra de teatro musical producida por Alejandro Gou Boy y es presentada en el importante Teatro Metropólitan de la Ciudad de México, así como en las principales plazas de la república mexicana y Sudamérica. En este lapso graba su primer disco llamado Abre tu corazón con el cual se presenta en importantes Expos de la república, compartiendo escenario con cantantes de la talla de Kalimba, Julieta Venegas, Myriam, Yuridia, Playa Limbo, Grupo Aroma, Grupo Volován, etc. 
En 2009, fue llamada por Telemundo México y Rafael Urióstegui, para protagonizar varios capítulos del unitario estadounidense "Decisiones extremas". En 2010, se cambia de televisora a TV Azteca al ganar el casting como representante de Hidalgo en La Academia Bicentenario producido por la misma TV Azteca y la productora mexicana Magda Rodríguez. También inicia grabaciones en las series-unitarios "A cada quien su santo" producido por el productor Roberto Sandoval, Lo que callamos las mujeres producción de Ademir González y la telenovela Cielo rojo producida por TV Azteca y el productor Rafael Urióstegui, de nueva cuenta, donde interpreta el papel de Alma, joven (Edith González). 
Ha conducido programas como Justo a tiempo (TV Azteca y el periodista Jorge Garralda y Pelibujos para la televisora local (RTH/HidalgoMexico). También ha sido imagen de importantes campañas sociales en México, como Cuidate a tí mismo y Ojo mucho ojo de Campañas de prevención contra el abuso infantil de Televisa Televisa/Imagen Corporativa y Redondeo Televisa/Fundación Televisa.
En octubre de 2011, es llamada por Univision/Venevisión para interpretar a Florencia Negrete, protagonista juvenil, en la telenovela El talismán hija de Antonio Negrete interpretado por Aarón Díaz en su regreso a las pantallas de Univision. Termina las grabaciones en junio de 2012 y en agosto del mismo año, inicia nueva telenovela con Univision/Venevisión llamada Rosario con el protagónico juvenil de Barbie Montalbán, en donde es hija del reconocido actor Guy Ecker y la Miss Universo Lupita Jones. Para mayo de 2013, comenzó a grabar la telenovela Cosita linda, con el personaje de Maya, producción de Venevision/Univision y a la par graba su nuevo disco Atrévete que es una mezcla de sonidos latinos, cubanos, colombianos y mexicanos, totalmente producido en Big Sound, un reconocido estudio localizado en Miami, Florida, propiedad del productor cubano Miky Chavallier, quien es el productor del disco.
En enero de 2015, fue llamada por RTI, RCN y MundoFox para ser la protagonista juvenil de la telenovela ¿Quién mató a Patricia Soler? donde interpreta a «Lucia Sinesterra», hija de los personajes de la actriz mexicana Itatí Cantoral y del actor español Miguel de Miguel. Concluido su trabajo en Colombia regresa a su país, México, en donde es llamada por Argos Comunicación y Telemundo para hacer el personaje de «Luciana Morejón», hija del presidente de la república Enrique Morejón en la tercera temporada de la serie El señor de los cielos.
En 2024 luego de casi 10 años después, Sandra Itzel regresa de nueva cuenta a participar en un reality show en las pantallas de TV Azteca con el reality de cocina más famoso de México: "MasterChef Celebrity", terminó siendo la sexta expulsada de la competencia.

## Vida privada
En 2014 Sandra Itzel mantuvo una relación amorosa con el actor cubano Adrián Di Monte, con quién terminó en 2024, luego de permanecer 10 años juntos como pareja. Mismo que acusó por violencia doméstica, y de la misma manera Sandra Itzel fue acusada por lo mismo por el susodicho.

## Filmografía

### Telenovelas
| Año       | Título                        | Personaje                      |
| --------- | ----------------------------- | ------------------------------ |
| 1999      | El privilegio de amar         | Dulce                          |
| 2001      | Carita de ángel               | Chabelita Pérez                |
| 2002-2003 | Gata salvaje                  | Mayra «Mayrita» Ríos Rodríguez |
| 2004      | Ángel rebelde                 | Lisette Lezama Covarrubias     |
| 2011      | Cielo rojo                    | Alma Durán (joven)             |
| 2012      | El Talisman                   | Florencia Negrete              |
| 2013      | Rosario                       | Bárbara «Barbie» Montalbán     |
| 2013      | Cosita linda                  | Maya                           |
| 2015      | ¿Quién mató a Patricia Soler? | Lucía Sinisterra Fernández     |
| 2024-2025 | Sed de venganza               | Patricia Flores                |

### Series
| Año       | Título                                | Personaje                |
| --------- | ------------------------------------- | ------------------------ |
| 2001      | Mujer, casos de la vida real          | Varios personajes        |
| 2008      | Terminales                            | Daniela                  |
| 2009      | Decisiones extremas                   | Varios personajes        |
| 2010      | La rosa de Guadalupe                  | Varios personajes        |
| 2011      | A cada quien su santo                 | Varios personajes        |
| 2011      | Lo que callamos las mujeres           | Varios personajes        |
| 2015      | El señor de los cielos                | Luciana Morejón Barraza' |
| 2018      | La rosa de Guadalupe                  | Gisela                   |
| 2018      | Como dice el dicho                    | América                  |
| 2019-2021 | Esta historia me suena                | Jimena / Diana           |
| 2020      | Decisiones: unos ganan, otros pierden | Barby                    |
| 2019      | Crónicas de Univisión                 | Marisol                  |
| 2022      | Inseparables: amor al límite          | Ella misma               |
| 2023      | Mira quien baila: La revancha         | Ella misma               |
| 2024      | MasterChef Celebrity                  | Ella misma               |
| 2024      | Las estrellas bailan en Hoy           | Ella misma               |

### Teatro musical
| Año  | Título          | Personaje |
| ---- | --------------- | --------- |
| 2001 | Carita de ángel | Bárbara   |
| 2008 | LazyTown        | Stephanie |

### Discos
| Año  | Título          | Intérprete            |
| ---- | --------------- | --------------------- |
| 2006 | Abre tu Corazón | Sandra Itzel          |
| 2008 | Nada de nadie   | Sandra Itzel/Brevents |
| 2013 | Atrévete        | Sandra Itzel          |

### Actividad como cantante
| Año  | Título                       | Intérprete   |
| ---- | ---------------------------- | ------------ |
| 2009 | Expos Nacionales             | Sandra Itzel |
| 2010 | La Academia                  | Sandra Itzel |
| 2013 | Presentaciones Eventos Miami | Sandra Itzel |
| 2017 | La Reina de la Canción       | Sandra Itzel |
| 2019 | La Sonora Dinamita           | Sandra Itzel |

### Conducción
| Año  | Título         |               |
| ---- | -------------- | ------------- |
| 2007 | Pelibujos      | El hada Sandy |
| 2011 | Justo a tiempo | Sandra Itzel  |

## Discografía

### Álbumes y sencillos
- 2024: Cuando me miras
- 2024: Gato
- 2023: Ya nada tiene sentido
- 2023: Pégate
- 2013: Atrévete

Junto a la Sonora Dinamita
- 2018: Yo me llamo cumbia